# Mammillaria flavicentra
Mammillaria flavicentra är en kaktusväxtart som beskrevs av Curt Backeberg och Mottram. Mammillaria flavicentra ingår i släktet Mammillaria och familjen kaktusväxter. Inga underarter finns listade i Catalogue of Life.